# Style/Style
Style/Style（スタイル･スタイル）とは、テレビ神奈川で2009年1月13日から2009年9月29日まで放送された密着ドキュメンタリー番組。毎週火曜日23:00～23:30放送。略称はスタスタ。番組のメインスポンサーはソニー損保。全38回放送。

## 概要
- 有名女性ファッション誌を飾る、旬のモデルを通して、"いい女の生き方"をコンセプトに、出演モデルのライフスタイルをクローズアップする。
- また場合によっては出演モデルから愛用品や自身がコーディネートした洋服[2]がプレゼントされることもある。
- なお、本番組を最後にYWTVから続いていたtvkの電通制作枠が消滅した[3]。YWTV（1998年8月-2004年3月、5年8ヶ月）、みんなが出るテレビ（2004年5月-2008年12月、4年7ヶ月）と長寿番組が続いたが、本番組だけ8ヶ月と短命だった。

## 番組に出演したモデル
- 2週連続で出演する。

- 藤井悠（2009年1月13日、1月20日）
- 土岐田麗子（2009年1月27日、2月3日）
- 真山景子（2009年2月10日、2月17日）
- 森貴美子（2009年2月24日、3月3日）
- 大桑マイミ（2009年3月10日、3月17日）
- 徳澤直子（2009年3月24日、3月31日）
- 鈴木サチ（2009年4月7日、4月14日）
- 三浦葵[4]（2009年4月21日、4月28日）
- 紗羅マリー（2009年5月5日、5月12日）
- 桜井裕美（2009年5月19日、5月26日）
- 小泉里子（2009年6月2日、6月9日）
- Nanami[5]（2009年6月16日、6月23日）
- 上半期総集編（2009年6月30日、7月7日）
- AKEMI（2009年7月14日、7月21日）
- 有村実樹（2009年7月28日、8月4日）
- 仁香（2009年8月11日、8月18日）
- 木下ココ（2009年8月25日、9月1日）
- 近藤しづか（2009年9月8日、9月15日）
- ノーマ[6]（2009年9月22日、9月29日）

## ナレーター
- 山川牧

## スタッフ
- プロデューサー：山崎哲央、松元広幸、齊藤領
- ディレクター：五十嵐正幸、高橋清光
- 製作協力：オフィス・ティービー、電通
- 制作著作：tvk

## 再放送
- 毎週日曜日11:00～11:30（2009年4月から。ただし特番[7]が組まれた場合は休止）

## ネット局
- 鹿児島読売テレビ ：毎週木曜日25:08～25:38 （開始時期不明～）